# Boston Society of Film Critics Awards 2006
La 27ª edizione dei Boston Society of Film Critics Awards si è svolta l'11 dicembre 2006.

## Premi

### Miglior film
- The Departed - Il bene e il male (The Departed), regia di Martin Scorsese
  - 2º classificato: United 93, regia di Paul Greengrass

### Miglior attore
- Forest Whitaker - L'ultimo re di Scozia (The Last King of Scotland)
  - 2º classificato: Ryan Gosling - Half Nelson

### Migliore attrice
- Helen Mirren - The Queen - La regina (The Queen)
  - 2º classificato: Judi Dench - Diario di uno scandalo (Notes on a Scandal)

### Miglior attore non protagonista
- Mark Wahlberg - The Departed - Il bene e il male (The Departed)
  - 2º classificato: Alec Baldwin - The Departed - Il bene e il male (The Departed), Correndo con le forbici in mano (Running with Scissors) e The Good Shepherd - L'ombra del potere (The Good Shepherd) e Michael Sheen - The Queen - La regina (The Queen) (ex aequo)

### Migliore attrice non protagonista
- Shareeka Epps - Half Nelson
  - 2º classificato: Meryl Streep - Il diavolo veste Prada (The Devil Wears Prada)

### Miglior regista
- Martin Scorsese - The Departed - Il bene e il male (The Departed)
  - 2º classificato: Paul Greengrass - United 93

### Migliore sceneggiatura
- William Monahan - The Departed - Il bene e il male (The Departed)
  - 2º classificato: Peter Morgan - The Queen - La regina (The Queen)

### Miglior fotografia
- Guillermo Navarro - Il labirinto del fauno (El laberinto del fauno)
  - 2º classificato: Stuart Dryburgh - Il velo dipinto (The Painted Veil) e Zhao Xiaoding - La città proibita (满城尽带黄金甲) (ex aequo)

### Miglior documentario
- Deliver Us from Evil, regia di Amy Berg
- Shut Up and Sing (Dixie Chicks: Shut Up and Sing), regia di Barbara Kopple e Cecilia Peck
  - 2º classificato: 51 Birch Street, regia di Doug Block

### Miglior film in lingua straniera
- Il labirinto del fauno (El laberinto del fauno), regia di Guillermo del Toro  ·   Messico/ Spagna/ Stati Uniti
  - 2º classificato: Volver - Tornare (Volver), regia di Pedro Almodóvar  ·  Spagna

### Miglior regista esordiente
- Ryan Fleck - Half Nelson
  - 2º classificato: Jonathan Dayton e Valerie Faris -  Little Miss Sunshine

### Miglior cast
- Onora il padre e la madre (Before the Devil Knows You're Dead)
  - 2º classificato: The Departed - Il bene e il male (The Departed)